# 小原谷
小原谷（おはらだん）は、富山県南砺市五箇山地域を流れる河川の一つで、庄川の支流である。流域は旧上平村の中央部一帯に位置する。

## 概要
小原谷は大滝山を源流とする河川で、旧上平村に属する小原集落と猪谷集落の中間で庄川に合流する。 
小原神社の社殿の右側から神社を巻くようにして伸びている林道があり、これをたどることで小原谷を遡ることができる。入渓が容易なために多くの釣り人が訪れていた。
小原集落は能登国輪島出身の遊女お小夜が流されてきた地であり、五箇山民謡の一つ、お小夜節の発祥の地としても知られる。お小夜は唄や三味線を教えて村民と交流したが、やがて村の青年と恋に落ちたことをきっかけに庄川に身を投げてしまった。お小夜が身を投げたのは小原谷が庄川に合流する地点の付近であり、小原谷に近い村はずれの墓地にお小夜の墓（お小夜塚）が築かれている。また、その付近には「南砺市民謡の里」が整備され、上中田念仏道場を始め、お小夜節の歌碑が建てられている。